# José Ramón Barreto
José Ramón Barreto Jové (Caracas, Venezuela; 2 de agosto de 1991) es un actor y cantante venezolano, conocido por sus papeles principales en producciones de RCTV, Venevisión, Televen y Ecuavisa en Ecuador. También ha participado en algunos largometrajes y en la serie histórica interpretando a Simón Bolívar (de joven) en Bolívar y Wilfredo Hurtado en Arelys Henao: canto para no llorar, emitidas por Caracol Televisión y luego por Netflix.

## Primeros años
Barreto desde pequeño sintió interés por la interpretación, por lo que comenzó su formación a los 5 años. Comenzó su carrera como modelo publicitario, a los 11 años, fue elegido para participar en un comercial de Maltín Polar. 
A los 13 años, fue elegido para participar en la serie de televisión Túkiti, crecí de una, interpretando a Jefferson Quijada y compartiendo créditos con María Gabriela de Faría y Laura Chimaras.

## Carrera
En 2007, participó por primera vez en una obra de teatro, impulsado por Aníbal Grunn, con quién trabajó en Túkiti, crecí de una. Grunn le dio la oportunidad de debutar con la obra Barquitos de Papel, en donde trabajó nuevamente con María Gabriela de Faría. Ese mismo año, fue convocado por RCTV para que participará en la serie juvenil Fanática, la cual se suspendió tras al cierre del canal. Al poco tiempo, fue elegido después de participar en un casting para participar en La Trepadora. En 2009, fue seleccionado para participar en la telenovela dramática Calle Luna, Calle Sol, compartiendo créditos con Mónica Spear y Manuel Sosa. 
De 2010 a 2011, participó en la serie original de Boomerang La Banda. También apareció en la telenovela El Árbol de Gabriel de 2011 a 2012, como Deibis Arriaga.
En 2014, participó en la telenovela Corazón esmeralda, Miguel de Jesús Blanco.
En 2015, protagonizó la serie juvenil A puro corazón para Televen. También tiene una pequeña participación en el capítulo "Nada es para siempre" de la serie  Escándalos.
En 2016, fue anunciado como protagonista de la telenovela de Venevisión Para verte mejor. 
En 2018, protagonizó junto a Josette Vidal, «Sirena», sencillo del dúo colombiano Cali y El Dandee. A finales de 2018, protagonizó el vídeo musical del cantante Ozuna, «Quiero más», en colaboración con Wisin & Yandel.
En 2019, Barreto interpretó a Daniel Segale en la segunda temporada de la serie biográfica de Ecuavisa, Sharon la hechicera, grabada en Guayaquil, Ecuador. Posteriormente participa en la serie Bolívar del canal Caracol Televisión, con el personaje de Simón Bolívar.

## Filmografía

### Telenovelas y series
| Año       | Título                             | Rol                                       | Notas                            |
| --------- | ---------------------------------- | ----------------------------------------- | -------------------------------- |
| 2006—2007 | Túkiti, crecí de una               | Jefferson Quijada                         | Elenco principal, 110 episodios  |
| 2008      | La Trepadora                       | "Chabeto"                                 | Actuación estelar                |
| 2009      | Calle Luna, Calle Sol              | José Francisco "Cheo" Rodríguez Rodríguez | Actuación estelar                |
| 2011      | La Banda                           | Jhonny                                    | Elenco recurrente                |
| 2011—2012 | El árbol de Gabriel                | Deibis Rosales                            | Actuación estelar                |
| 2014      | Corazón esmeralda                  | Miguel de Jesús Blanco                    | Actuación estelar                |
| 2015      | Escándalos                         | Sandro Rodríguez                          | Episodio: «Nada es para siempre» |
| 2015—2016 | A puro corazón                     | Alejandro Rodríguez García                | Protagonista, 120 episodios      |
| 2017      | Para verte mejor                   | Guillermo Toro Leal                       | Protagonista                     |
| 2019      | Bolívar                            | Simón Bolívar (joven)                     | Protagonista, 22 episodios       |
| 2019      | Sharon 2: El desenlace             | Daniel Segale                             | Protagonista                     |
| 2022      | Arelys Henao, canto para no llorar | Wilfredo de Jesús Hurtado Zuluaga         | Protagonista                     |
| 2023      | Los medallistas                    | Óscar Luis Muñoz Oviedo                   | Protagonista                     |
| 2023      | Ventino: el precio de la gloria    | Manolo Cano                               | Protagonista                     |

### Películas
| Año  | Título                              | Personaje     | Nota |
| ---- | ----------------------------------- | ------------- | ---- |
| 2016 | Luisa                               | Félix Cáceres |      |
| 2016 | Tamara                              | Bustamante    |      |
| 2019 | Parque Central                      | Ramiro        |      |
| 2023 | Vuelve a la vida                    | Ricardo       |      |
| 2023 | Simón                               | Antonio       |      |
| 2023 | Amor en Navidad: Mi amor de Navidad | Rolando       |      |